# Rued Langgaard
Rued Immanuel Langgaard (døbt Rud) (28. juli 1893 i København – 10. juli 1952 i Ribe) var en dansk organist og komponist.
Han var søn af komponisten og pianisten Siegfried Langgaard. Som 11-årig vakte han opsigt med sine improvisationer på det nye orgel i Marmorkirken og blev i 1917 kaldt en asocial særling. Langgaard foretrak et senromantisk musiksprog med en vis indflydelse af Richard Strauss, men skrev også radikalt eksperimenterende stykker. Han var modstander af mange af samtidens tendenser i dansk kirkemusik og følte et oppositionsforhold til tidens førende komponist Carl Nielsen. Langgaard søgte gennem 20 år stillinger som organist, men blev forbigået, indtil han til sidst fik stillingen som domorganist i Ribe.
Rued Langgaard komponerede flere store orkesterværker. Skønt han var protestant, var Langgaard tiltrukket af både katolicismen, teosofisk filosofi og mysticisme. For ham var musikken og det kristne tankegods to sider af samme verden. Hans musik bærer titler som Afgrundsmusik, Syndflod af Sol, Antikrist og Sfærernes Musik. Operaen Antikrist er som den første danske opera udgivet på dvd i maj 2005. Langgaards egen tekst til operaen viser et ejendommelig sprogbrug. Operaen er optaget i den danske Kulturkanon.
Sfærernes musik blev førsteopført i Storbritannien i 2010 af DR SymfoniOrkestret, DR VokalEnsemblet og DR KoncertKoret ved en koncert i Royal Albert Hall med omkring 6.000 tilhørere.

## Liv og gerning
Rued Langgaard blev født i København og var den eneste søn af komponist og kongelig kammermusiker Siegfried Langgaard (1852-1914) og Emma Langgaard (født Foss, 1861-1926), begge var pianister. I en alder af fem begyndte Rued at tage klaverundervisning hos sin mor og senere hos sin far og en privatlærer. Hans talent viste sig hurtigt, og som syv-årig var han i stand til at spille Schumanns Davidsbündlertänze og Chopins mazurkaer. På dette tidspunkt var han begyndt at komponere små klaverstykker og spille orgel. Som 10-årig begyndte han at få orgelundervisning af Gustav Helsted, der var organist ved Jesuskirken i Valby og violinundervisning af Chr. Petersen, et tidligere medlem af Det Kongelige Kapel.
I en alder af 11 år havde han sin første offentlige optræden som organist og improvisator på orgelet ved en koncert i Marmorkirken (Frederiks Kirke) i København. Da han var 12 år, begyndte han at studere musikteori ved C.F.E. Horneman og Johan Svendsen, senere Vilhelm Rosenberg.
En håndfuld af Langgaards første kompositioner, to klaverstykker og to sange, blev udgivet, da han var 13 år. Omkring samme tid fik han i en meget kort periode (på ca. en måned) undervisning af komponisten Carl Nielsen. Et år senere blev hans kor- og orkesterværk Musae triumphantes opført ved en koncert i København - det markerede hans offentlige debut som komponist. I løbet af sine teenageår fortsatte han med at komponere og på rejser med sine forældre mødte han dirigenterne Arthur Nikisch og Max Fiedler.
Som 18-årig fungerede Langgaard som organistassistent ved Marmorkirken (Frederiks Kirke) i København. Det følgende år (1913) fik hans symfoni nr. 1 "Klippepastoraler" sin førsteopførelse ved en koncert i Berlin med Berliner Philharmonikerne under Max Fiedlers ledelse. Selv dirigerede han i 1915 i Stockholm sit orkesterværk Sphinx.
Hans far døde i 1914, og fra 1915 til 1917 var han organistassistent ved Garnisons Kirke i København. I 1916 tildeltes han det Anckerske Legat, men pga. krigen måtte han udsætte en udenlandsrejse til 1921. Fra 1917 søgte han uden succes stilling som organist ved et stort antal kirker i København. I 1921 var han på studieophold til Tyskland, Holland, Østrig og Italien. I 1922 flyttede en ung kvinde ved navn Valborg Constance Olivia Tetens (hun blev kendt som Constance) ind som medhjælper i huset hos Rued Langgaard og hans mor i København. Et år efter Langgaards mor døde i 1926, giftede han sig med Constance Tetens.
Selv om Langgaard fik statsstøtte fra en alder af 30 år, blev hans værker og jobansøgninger næsten alle afvist af etablissementet. Først i en alder af 46 år lykkedes det ham at få en fast stilling som organist ved domkirken i Ribe. Kort før sin 59-års fødselsdag døde Rued Langgaard i Ribe, stadig uden anerkendelse som komponist.
Rued Langgaard er begravet på Holmens Kirkegård (GL. NV-C00-020).

## Musik
I Rued Langgaards ungdom var hans kompositoriske stil præget af de senromantiske strømninger. Især var han påvirket af Richard Wagner og Richard Strauss, og som Strauss var han mester i orkestrering. Også den danske komponist Niels W. Gade anså Langgaard livet igennem som en stor inspirator. Omkring 1916 blev hans stil mere eksperimenterende og grænsesøgende. Tysk modernisme og danskeren Carl Nielsens tonesprog fængede og inspirerede ham. Midt i 1920’erne vendte han modernismen ryggen og søgte tilbage til barndommens musikalske idealer med Niels W. Gade som bærende inspirationsgrundlag. I tiden der kom, kæmpede Langgaard med sit musikalske udtryk og mange af hans senere værker er meget dramatiske og udstyret med kolossale humørsvingninger. Langgaard 16 symfonier er så forskellige i deres udtryk, at man nærmest ikke skulle tro, de er skrevet af den samme komponist.
Orkesterværket Sfærernes musik fra 1916-18 er et af Langgaards hovedværker. Det er et komplekst og fascinerende værk, der på mange måder er forud for sin tid. Besætningen er stort orkester, orgel, kor, et "fjern-orkester", sopran-solist samt et klaver, hvor man skal spille direkte på strengene. Stykket blev kun opført to gange (i Tyskland i 1921/1922) i Langgaards levetid og lå gemt i næsten 50 år, før det blev genopdaget. Det skete i slutningen i 1968 hvor komponisten György Ligeti fik værket i hånden og proklamerede "Mine herrer, jeg har lige opdaget, at jeg er Langgaard-epigon!". Flere af Ligetis kompositionstekniske træk - anvendelsen af clusters, lagdelinger m.v. - findes nemlig i Sfærernes Musik. Det førte til at værket kom til opførelse i Sverige (Stockholm) i 1968, og dermed var en renæssance for Langgaard indledt. I 2010 fik Sfærernes musik sin britiske premiere ved BBC's promenadekoncerter, dirigeret af Thomas Dausgaard.
Langgaards samlede produktion omfatter over 400 værker; heraf mere end 150 sange, værker for klaver, orgel og operaen Antikrist.

## Hæder
Rued Langgaards Vej i den nordlige del af Ørestad blev i 2000 opkaldt efter ham.
I 1986 blev udgivet en dansk portrætfilm om Langgaard under titlen Rued Langgaard.

## Værker i udvalg

### Symfonier
- 1. Symfoni „Klippepastoraler“ 1908-11, BVN 32
- 2. Symfoni „Vaarbrud“ 1912-14, 1926-33 rev., BVN 53
  - med sopran solo
- 3. Symfoni „Ungdomsbrus“ 1915-16, BVN 96
  - med klaver solo og blandet kor ad libitum
- 4. Symfoni „Løvfald“ (Herbstpfade) 1916/1920, BVN 124
- 5. Symfoni „Steppenatur“ (Steppennatur) 1931, førsteopførelse 1917/1918, BVN 191/BVN 216
- 6. Symfoni „Det Himmelrivende“ (Das Himmelreißende) 1919-20, 1928-30 rev., BVN 165
- 7. Symfoni „Ved Tordenskjold i Holmens Kirke“ 1925-26, 1930-32 rev., BVN 188/BVN 212
- 8. Symfoni „Minder ved Amalienborg“ 1926-34, BVN 193
  - med blandet kor
- 9. Symfoni „Fra Dronning Dagmars By“ 1942, BVN 282
- 10. Symfoni „Hin Torden-Bolig“ 1944-45, BVN 298
- 11. Symfoni „Ixion“ 1944-45, BVN 303
- 12. Symfoni „Hélsingeborg“ 1946, BVN 318
- 13. Symfoni „Undertro“ 1946-47, BVN 319
- 14. Symfoni / Suite „Morgenen“ 1947-48, 1951 rev., BVN 336
  - med blandet kor  Mindeplade for Rued Langgaard, Gravsgade 21, Ribe
- 15. Symfoni „Søstormen“ 1949, BVN 375
  - med baryton-solo og mandskor
- 16. Symfoni „Syndflod af Sol“ 1950–51, BVN 417

### Andre orkesterværker (udvalg)
- Drapa (i anledning af Edvard Griegs død, 1907-09), BVN 20
- Heltedød (1907-08), BVN 24
- Sphinx (1907-13), BVN 37
- Sfærernes Musik (1916-18), BVN 128 (med vokalsolist og kor)
- Saga blot (1917-19), BVN 140
- Symfonisk Festspil (1917-20), BVN 166
- Forspil til "Antikrist" (original version, 1921-23), BVN 170:1
- Musik til "En Digters Drøm" (1923-26), BVN 181
- Musernes Dans paa Helikon (Koncertouverture, 1925/1939), BVN 185
- Forspil til "Fortabelsen (Antikrist)" (1921-23/1926-30), BVN 192:1
- Forspil til "Komedien om Enhver" (1921-23/1936), BVN 232
- Danmarks Radio (Fanfarer, 1948), BVN 351
- Mistèrio "Dødssejleren" efter Liszt (1931-32)

### Kammermusik (udvalg)
- Strygekvartet nr. 1 (1914-15/1936), BVN 68
- Strygekvartet nr. 2 (1918), BVN 145
- Strygekvartet nr. 3 (1924), BVN 183
- Strygekvartet nr. 4 "Sommerdage" (1914-18/1931), BVN 215
- Strygekvartet nr. 5 (1925/1926-38), BVN 189
- Strygekvartet nr. 6 (1918-19), BVN 160
- Strygekvartet i A flat (1918), BVN 155
- Violinsonate nr. 1 "Viole" (1915/1945), BVN 94
- Violinsonate nr. 2 "Den store Mester kommer" (1920-21), BVN 167
- Violinsonate nr. 3 (1945–49), BVN 312
- Violinsonate nr. 4 "Parce nobis, Jesu!" (1949), BVN 376
- Septet (for blæsere, 1915), BVN 95
- Humoreske (sextet for blæsere og tromme, 1922-23), BVN 176